# INS Dakar
El INS Dakar (en hebreo: אח"י דקר) era un submarino diésel-eléctrico de la Armada israelí. El buque, un submarino británico de clase T modificado de la Segunda Guerra Mundial, había sido anteriormente el HMS Totem en la Marina Real Británica. Fue comprado por el gobierno de Israel al del Reino Unido en 1965 como parte de un acuerdo de adquisición de tres submarinos de clase T.
El Dakar y toda su tripulación de 69 hombres se perdieron en ruta a Israel el 25 de enero de 1968. A pesar de búsquedas exhaustivas durante tres décadas, sus restos no se encontraron hasta 1999, cuando se ubicaron entre las islas de Chipre y Creta en un profundidad de aproximadamente 3.000 m (9.800 pies). La torre de mando del submarino fue rescatada y está en exhibición fuera del Museo Naval y de Inmigración Clandestina en Haifa.
Se desconoce la causa exacta del hundimiento del Dakar. Fue una de las cuatro misteriosas desapariciones de submarinos en 1968; los otros fueron los del submarino francés  Minerve, el submarino soviético K-129 y el submarino estadounidense USS Scorpion.

## Accidente
A las 06:10 del 24 de enero de 1968, el Dakar transmitió su posición, 34,16°N 26,26°E, justo al este de Creta. Durante las siguientes 18 horas envió tres transmisiones de control que no incluían su posición. Su transmisión final fue a las 00:02 del 25 de enero, después de lo cual no se recibieron más transmisiones.
El 26 de enero, el Almirantazgo británico informó que el submarino había desaparecido y dio la última posición conocida a 160 km al oeste de Chipre. Comenzó una operación internacional de búsqueda y rescate, que incluyó unidades de Israel, Estados Unidos, Grecia, Turquía, Gran Bretaña y Líbano. Aunque la Armada israelí en Haifa comenzó a transmitir llamadas a los barcos comerciales para que estuvieran atentos a Dakar, los funcionarios israelíes no admitieron que el submarino había desaparecido.
El 27 de enero, una estación de radio en Nicosia, Chipre, recibió una llamada de socorro en la frecuencia de la boya de emergencia de Dakar, aparentemente desde el sureste de Chipre, pero no se encontraron más rastros del submarino. El 31 de enero, todas las fuerzas no israelíes abandonaron su búsqueda al atardecer. Las fuerzas israelíes continuaron la búsqueda durante otros cuatro días y cesaron al atardecer del 4 de febrero de 1968.
Israel negó que Dakar se hundiera como resultado de una acción hostil. Afirmó que Dakar participó en ejercicios de buceo de choque en su viaje de regreso y probablemente se perdió como resultado de una falla mecánica. El 25 de abril de 1968, el vicealmirante Avraham Botzer, comandante de la Armada israelí, declaró que Dakar se hundió el 24 de enero de 1968, dos días antes de que se denunciara su desaparición, debido a "mal funcionamiento técnico o humano" y no a "juego sucio".

## Búsquedas y descubrimiento

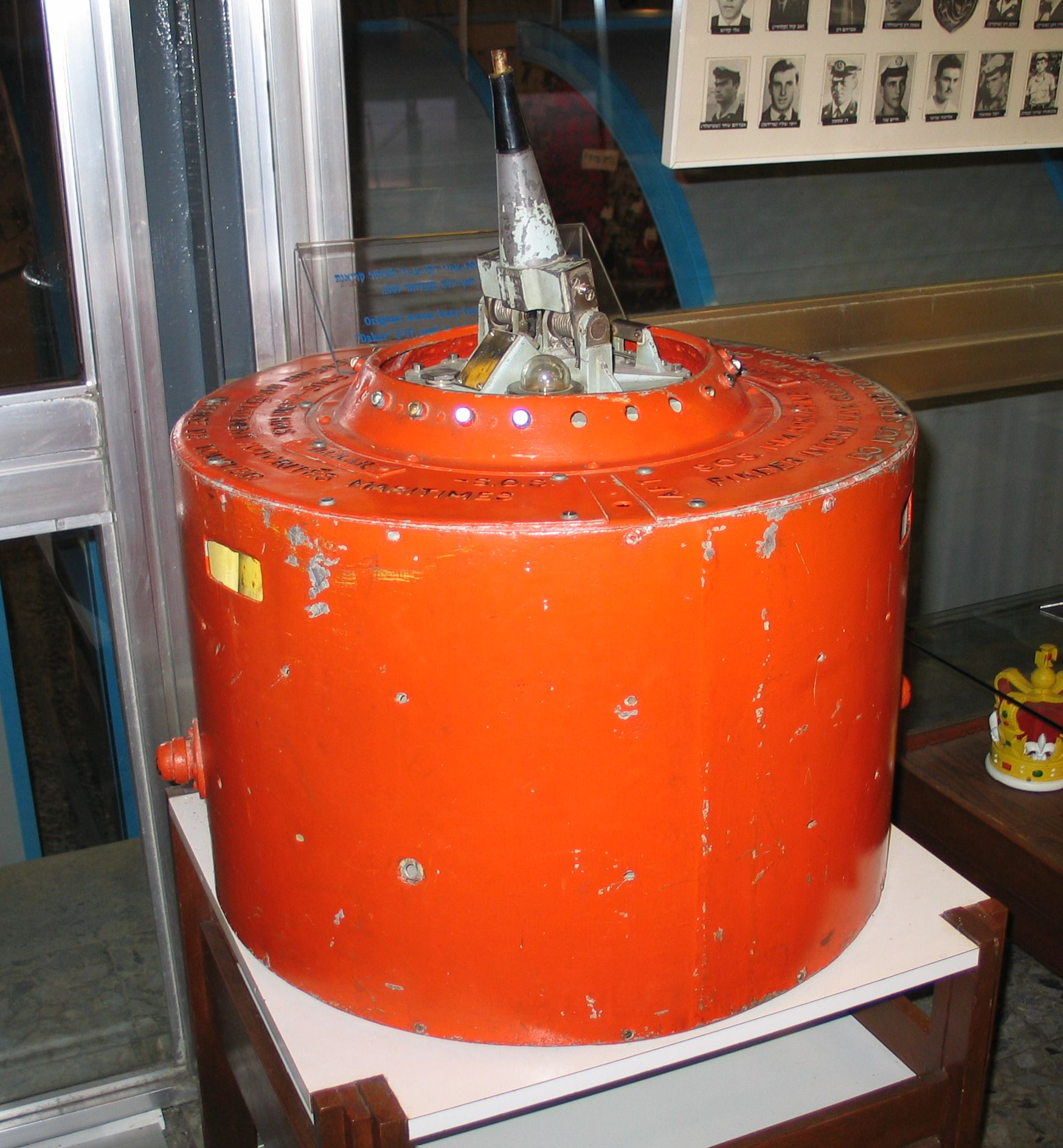
Boya de emergencia del Dakar en el Museo Clandestino de Inmigración y Naval en Haifa.

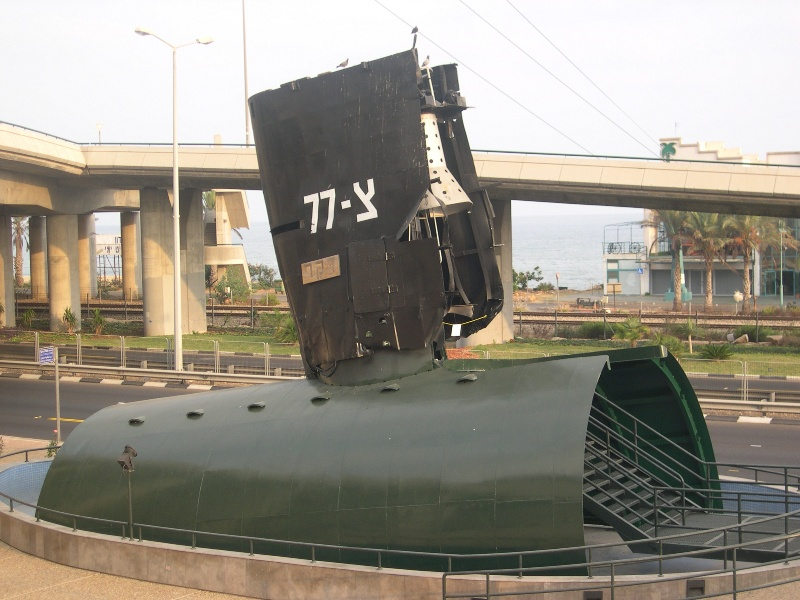
La torre de mando rescatada del Dakar fuera del Museo Naval de Haifa.

El 9 de febrero de 1969, más de un año después de la desaparición del Dakar, un pescador encontró su boya de emergencia de popa varada en la costa de Khan Yunis , una ciudad al suroeste de Gaza. Los submarinos británicos de clase T tenían dos balizas de este tipo, proa y popa, aseguradas detrás de puertas de madera en jaulas debajo de la cubierta y unidas al submarino con cables metálicos de 200 metros (660 pies) de largo.
Los expertos que examinaron los 65 cm (26 pulgadas) de cable que aún estaban sujetos a la boya hicieron varias determinaciones inexactas. Estas conclusiones: que la boya había permanecido unida al submarino durante la mayor parte del año anterior hasta que el cable se rompió por completo, que Dakar descansaba en una profundidad de entre 150 y 326 metros (492 y 1070 pies) y que estaba entre 50 y 70 millas náuticas (93-130 km) fuera de su ruta planificada - buscadores engañados durante décadas. No fue hasta abril de 1999, después de unas 25 expediciones fallidas, que se concentró un esfuerzo de búsqueda a lo largo de la ruta original.
El 17 de enero de 1970, el periódico egipcio Al Akhbar informó que el Dakar había sido hundido por un buque de guerra egipcio con cargas de profundidad. La historia egipcia fue contada en una entrevista del 2 de julio de 2005 por Asharq Al-Awsat con el general Mohamed Azab (un comandante en ese momento):

El 23 de enero de 1968, la fragata egipcia Assyout, salió de la base de Alejandría en una misión de entrenamiento para la academia naval. Después de completar la tarea de capacitación y durante el viaje de regreso a la base, los estudiantes notaron el periscopio de un submarino extranjero en aguas egipcias, a unas dos millas (3 km) de Alejandría. Se informó al comandante egipcio y se tomó la decisión de atacar el submarino desconocido. Sin embargo, el submarino se zambulló precipitadamente y el barco egipcio lo perdió de vista. El general Azab informó la historia a sus comandantes y mencionó que existe la probabilidad de que el submarino se haya estrellado contra el fondo del mar. Sin embargo, los altos mandos egipcios no creyeron la historia y no hubo pruebas suficientes para iniciar un proceso de búsqueda. El general Azab mencionó que el submarino pudo haberse estrellado contra el lecho marino debido a la poca profundidad del agua en esa región, unos 36 metros, mientras que necesitaba al menos 40 metros para sumergirse. Parece que el comandante del submarino se arriesgó.

El gobierno israelí declaró que no había evidencia para corroborar las afirmaciones no oficiales egipcias.
Durante la década de 1980, los israelíes, utilizando un buque de salvamento con oficiales de enlace egipcios, realizaron tres búsquedas del Dakar en aguas al norte del Sinaí y otra búsqueda frente a la isla griega de Rodas. En agosto de 1986, la Marina de los EE. UU. empleó un P-3 Orion y un S-3 Viking para buscar en aguas egipcias cerca de al-Arish. En octubre de 1998, Israel comenzó a publicar anuncios en periódicos de Turquía, Egipto, Francia, Grecia y Rusia, ofreciendo recompensas de hasta 300.000 dólares por cualquier información sobre el destino de Dakar.

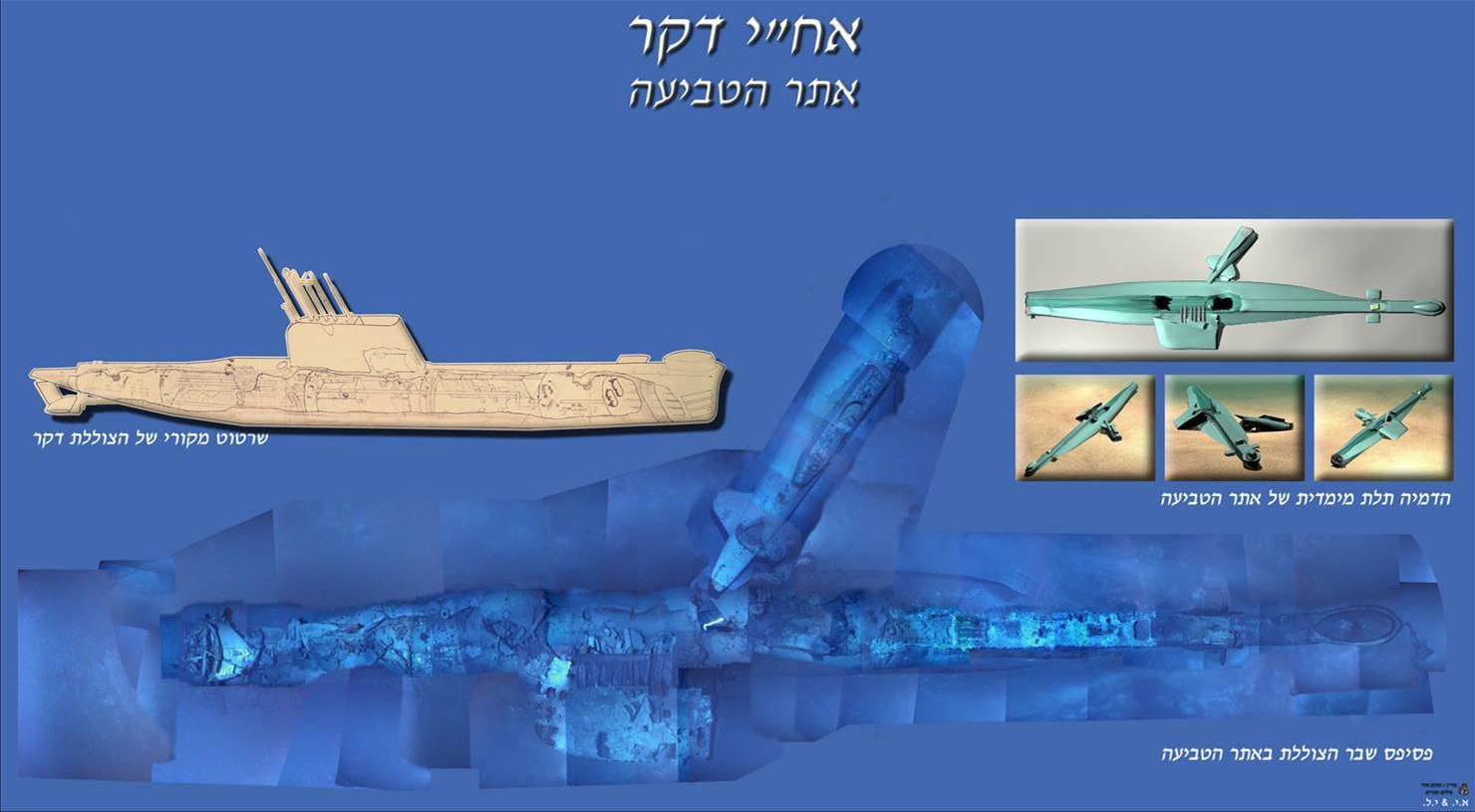
Montaje de como se encuentra el pecio del Dakar.

El 24 de mayo de 1999, un equipo de búsqueda conjunto de Estados Unidos e Israel, utilizando información recibida de fuentes de inteligencia estadounidenses y dirigido por Thomas Kent Dettweiler, un subcontratista de American Nauticos Corporation, detectó un gran cuerpo en el lecho marino entre Creta y Chipre, a una profundidad de unos 3.000 metros (9.800 pies). El 28 de mayo, el vehículo teledirigido Remora II tomó las primeras imágenes de vídeo, dejando claro que se había encontrado al Dakar. Descansa sobre su quilla, proa al noroeste. Su torre de mando se partió y cayó por un costado. La popa del submarino, con las hélices y los aviones de buceo, se partió detrás de la sala de máquinas y descansa al lado del casco principal.
Durante octubre de 2000, la corporación Nauticos y la Marina israelí llevaron a cabo un estudio de los restos del Dakar y del sitio de los restos. Se recuperaron algunos artefactos, incluido el puente del submarino, la brújula giroscópica del barco y muchos artículos pequeños.
Se desconoce la causa exacta de la pérdida, pero parece que no se tomaron medidas de emergencia antes de que el Dakar se sumergiera rápidamente hasta su profundidad máxima, sufriera una rotura catastrófica del casco y continuara su caída hasta el fondo. La boya de emergencia fue liberada por la violencia del colapso del casco y estuvo a la deriva durante un año antes de llegar a tierra.